# Baldocchi
José Guilherme Baldocchi, mais conhecido como Baldocchi (Batatais, 14 de março de 1946) é um ex-futebolista brasileiro que atuava como zagueiro.

## Carreira
Em sua carreira profissional (1964–1976) jogou pelo Batatais, Botafogo-SP, Palmeiras, Corinthians e Fortaleza. Foi campeão brasileiro pelo Palmeiras em 1967 (Robertão), 1967 (Taça Brasil) e 1969. Pela seleção brasileira disputou a Copa de 1970 onde foram campeões e Baldocchi não atuou.

## Títulos

### Palmeiras
- Campeonato Brasileiro: 1967 (Robertão), 1967 (Taça Brasil) e 1969
- Troféu Ramón de Carranza: 1969

### Seleção Brasileira
- Copa do Mundo: 1970